# Черняхівська сільська рада (Ніжинський район)
Черняхі́вська сільська́ ра́да —колишня адміністративно-територіальна одиниця та орган місцевого самоврядування в Ніжинському районі Чернігівської області. Адміністративний центр — село Черняхівка.

## Загальні відомості
Черняхівська сільська рада утворена у 1919 році.
- Територія ради: 44,468 км²
- Населення ради: 891 особа (станом на 2001 рік)

## Населені пункти
Сільській раді підпорядковані населені пункти:
- с. Черняхівка
- с. Лісове

## Склад ради
Рада складалася з 14 депутатів та голови.
- Голова ради:
- Секретар ради:

### Керівний склад попередніх скликань
| Прізвище, ім'я, по батькові     | Основні відомості                                                                                  | Дата обрання | Дата звільнення |
| ------------------------------- | -------------------------------------------------------------------------------------------------- | ------------ | --------------- |
| Щербина Валентина Олександрівна | Сільська голова, 1958 року народження                                                              | 26.03.2006   | 31.10.2010      |
| Суров Дмитро Матвійович         | Сільський голова, 1950 року народження, освіта середня загальна, член Комуністичної партії України | 31.10.2010   | 25.10.2015      |

Примітка: таблиця складена за даними сайту Верховної Ради України

### Депутати
За результатами місцевих виборів 2010 року депутатами ради стали:

#### За суб'єктами висування
| Суб'єкт висування           | Кількість обраних депутатів | %    |
| --------------------------- | --------------------------- | ---- |
| Самовисування               | 12                          | 85,7 |
| Комуністична партія України | 2                           | 14,3 |

#### За округами
| № округу                    | Прізвище, ім'я, по батькові      | Дата визнання обраним | Освіта  | Партійна приналежність            | Відомості про обраного депутата                              |
| --------------------------- | -------------------------------- | --------------------- | ------- | --------------------------------- | ------------------------------------------------------------ |
| Комуністична партія України |                                  |                       |         |                                   |                                                              |
| 3                           | Дем'яненко Олександр Миколайович | 04.11.2010            | вища    | член Комуністичної партії України | Черняхівська загальноосвітня школа I-III ст., вчитель        |
| 10                          | Зеленський Григорій Іванович     | 04.11.2010            | вища    | позапартійний                     | тимчасово не працює                                          |
| Самовисування               |                                  |                       |         |                                   |                                                              |
| 1                           | Приходько Анатолій Іванович      | 04.11.2010            | середня | член Комуністичної партії України | ДП «Ніжинрайагролісництво», лісник                           |
| 2                           | Дзюба Людмила Олександрівна      | 04.11.2010            | вища    | позапартійна                      | Черняхівська загальноосвітня школа I-III ст., вчитель        |
| 4                           | Бабич Тетяна Ігорівна            | 04.11.2010            | середня | позапартійна                      | тимчасово не працює                                          |
| 5                           | Кочерга Михайло Григорович       | 04.11.2010            | середня | позапартійний                     | пенсіонер                                                    |
| 6                           | Іваненко Наталія Федорівна       | 04.11.2010            | вища    | член Народної партії              | Черняхівський фельдшерсько-акушерський пункт, фельдшер       |
| 7                           | Шимко Ніна Михайлівна            | 04.11.2010            | вища    | позапартійна                      | Черняхівська сільська рада, секретар                         |
| 8                           | Глущенко Ганна Миколаївна        | 04.11.2010            | середня | позапартійна                      | Районне управління соціального захисту, соціальний працівник |
| 9                           | Ковалевський Павло Данилович     | 04.11.2010            | середня | позапартійний                     | пенсіонер                                                    |
| 11                          | Федоренко Віра Михайлівна        | 04.11.2010            | вища    | позапартійна                      | Районне управління соціального захисту, соціальний працівник |
| 12                          | Жук Ніна Михайлівна              | 04.11.2010            | середня | позапартійна                      | Великокошелівське СП, продавець                              |
| 13                          | Якуба Валентина Василівна        | 04.11.2010            | вища    | позапартійна                      | тимчасово не працює                                          |
| 14                          | Андрушко Володимир Сергійович    | 04.11.2010            | вища    | позапартійний                     | Фельдшерський пункт с. Лісове, фельдшер                      |